# Otovice (Náchodi járás)
Otovice település Csehországban, Náchodi járásban. Otovice Šonov, Broumov, Božanov és Martínkovice településekkel határos. Lakosainak száma 335 fő (2024. január 1.).

## Népesség
A település lakosságának változását az alábbi diagram mutatja:
| Lakosok száma | 1117 | 1087 | 1013 | 512  | 435  | 378  | 356  | 351  | 339  | 335  |
|               | 1869 | 1890 | 1921 | 1950 | 1980 | 2001 | 2017 | 2019 | 2022 | 2024 |